# Driosàurids
Els driosàurids (Dryosauridae) foren una família de dinosaures iguanodonts que aparegueren al Juràssic i s'extingiren al Cretaci. Dryosaurus n'és el gènere més conegut.